# اینفینیتی

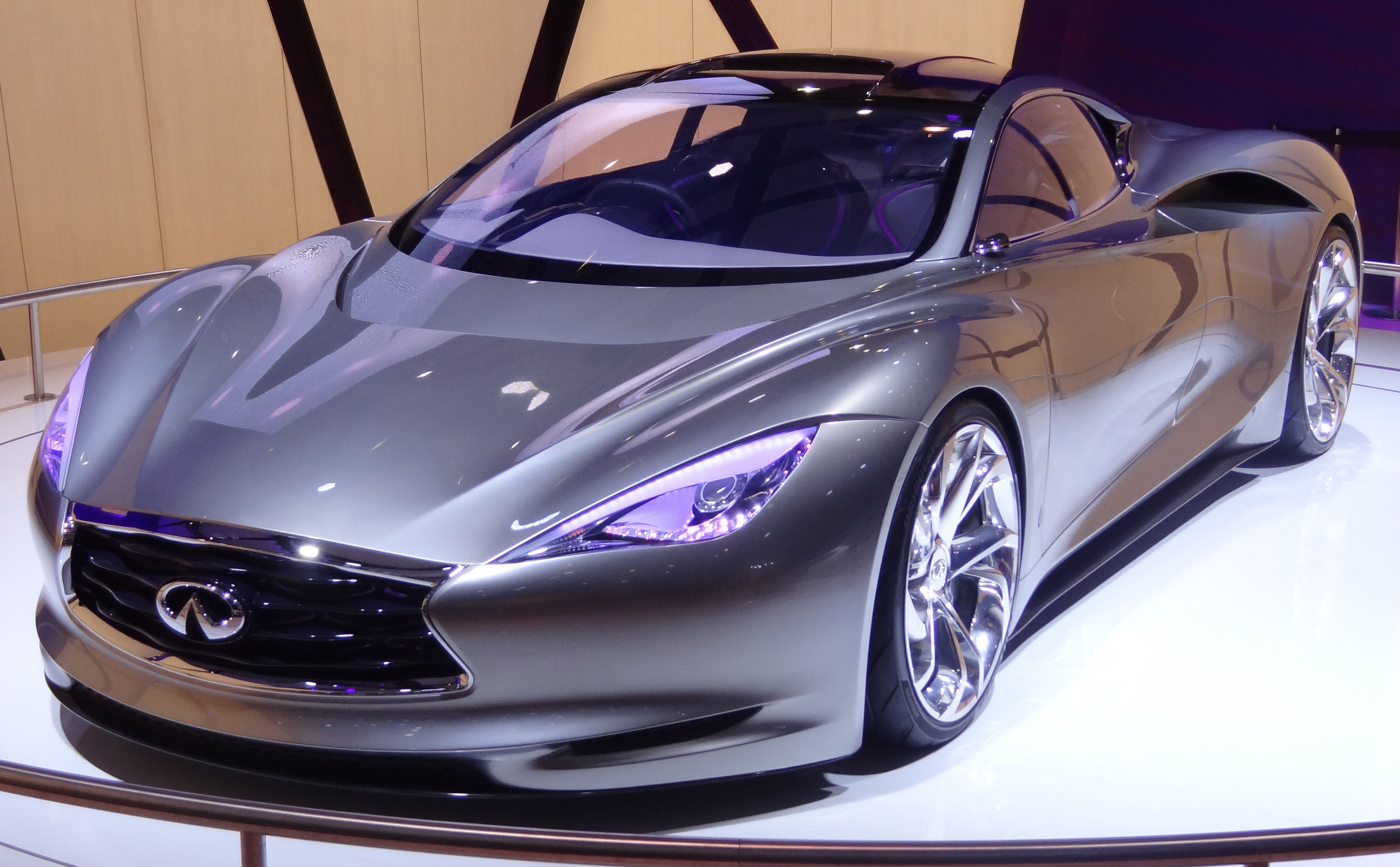
اینفینیتی ایمرج

اینفینیتی (به انگلیسی: infiniti) شرکت خودروسازی ژاپنی است، که به‌عنوان زیرمجموعه‌ای از شرکت نیسان، وظیفه تولید خودروهای لوکس این شرکت را برعهده دارد.
شرکت اینفینیتی در تاریخ ۸ نوامبر ۱۹۸۹ فعالیت خود را با پخش و فروش خودروهای نیسان در آمریکای شمالی آغاز نمود و اکنون مالک شبکه‌ای از ۲۳۰ مرکز فروش در ۱۵ کشور جهان می‌باشد.
تولیدات اینفینیتی در سطح خودروهای نیمه‌لوکس و لوکس طبقه‌بندی می‌شود، در حالی که محصولات عادی نیسان جزو طبقهٔ اسپرت و سدان می‌باشند. چهار خودروساز بزرگ ژاپنی؛ تویوتا، هوندا، نیسان و سوزوکی همواره رقابت تنگاتنگی با یکدیگر داشته‌اند. این سه شرکت در بخش تولید خودروهای لوکس نیز با خلق برندهای لکسوس (تویوتا)، اکیورا (هوندا) و اینفینیتی، رقابت خود را در بازار خودروهای لوکس آمریکای شمالی پی‌گرفته‌اند.
از مدل‌های تولید شده این شرکت می‌توان به خودروهای اینفینیتی کیو۴۵، اینفینیتی ام، اینفینیتی جی، اینفینیتی آی، اینفینیتی کیوایکس، اینفینیتی ای‌ایکس، اینفینیتی اف‌ایکس ، اینفینیتی کیو ایکس 80 و اینفینیتی اسنس، اشاره کرد.

## نگارخانه

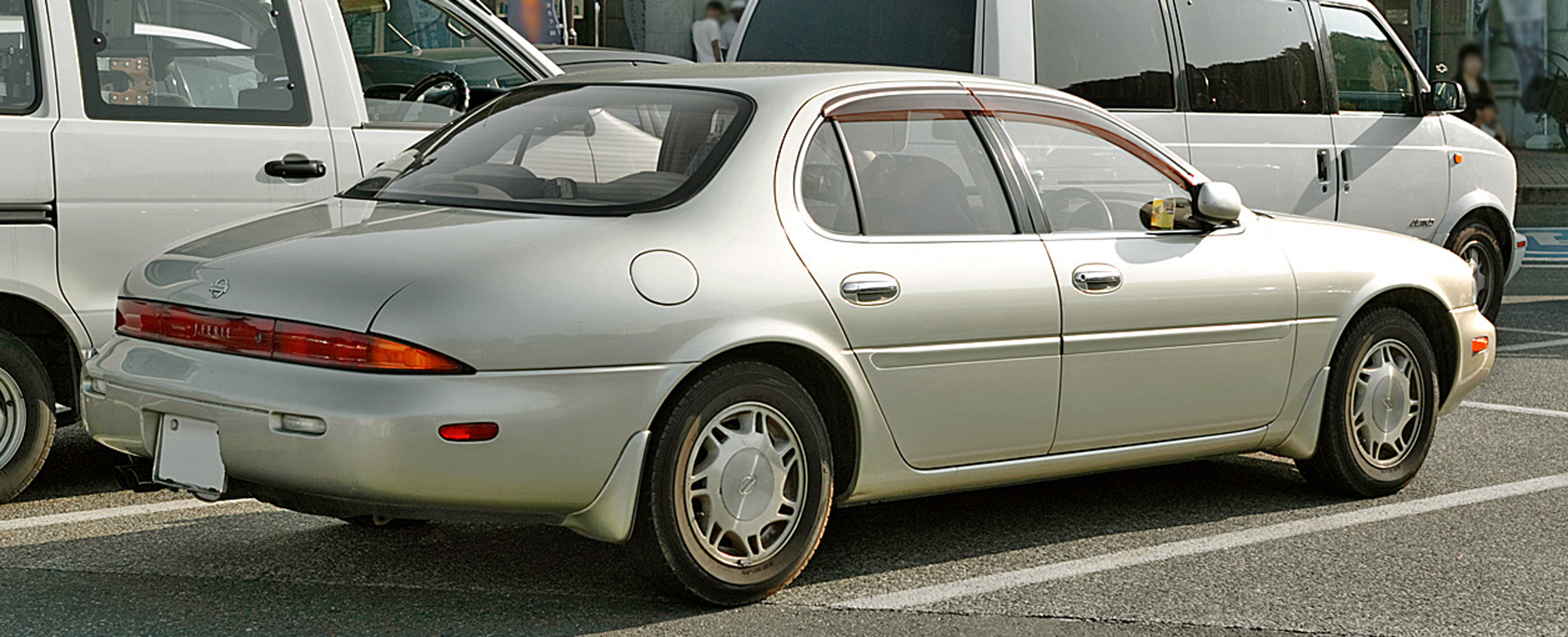
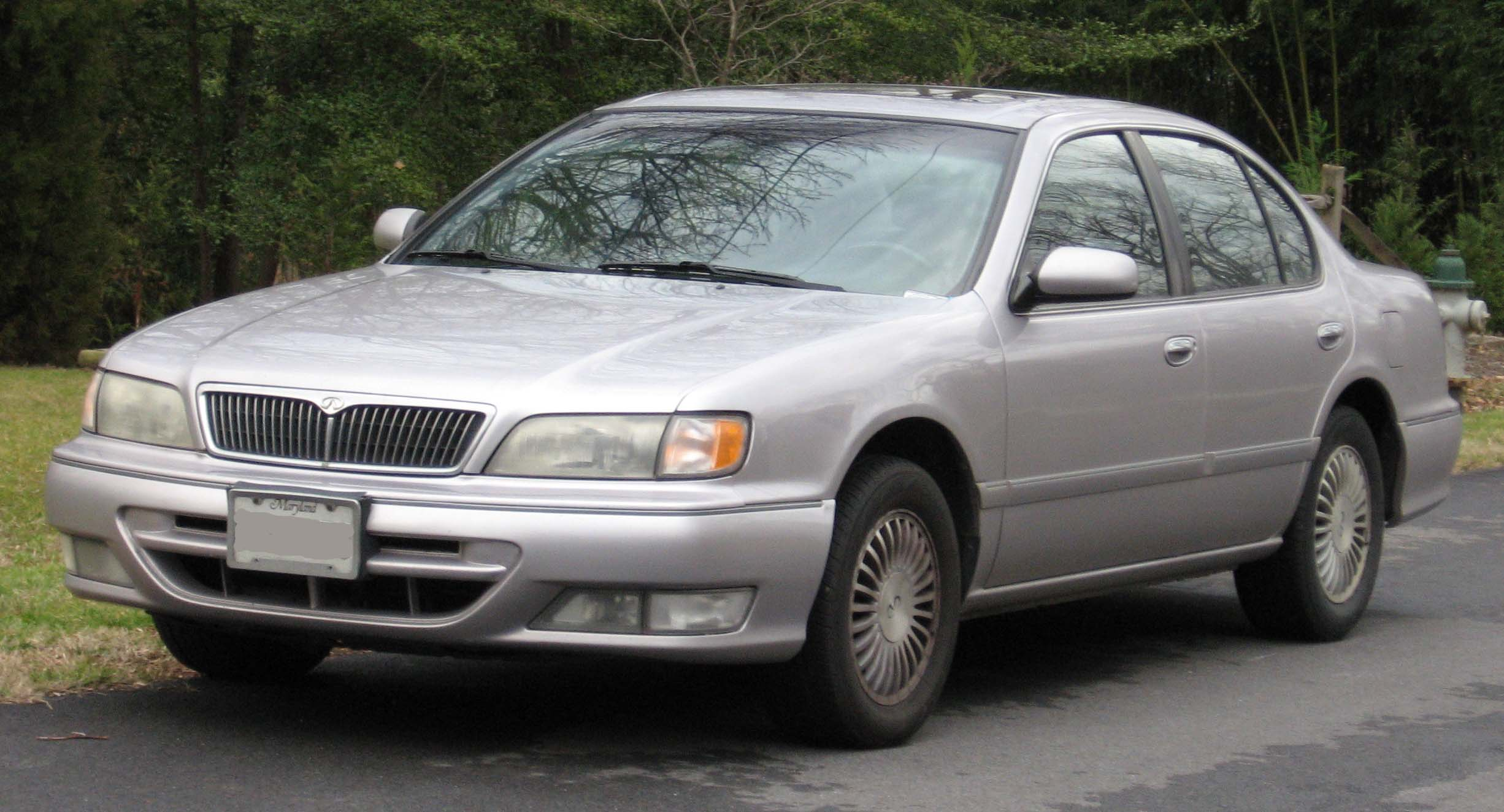
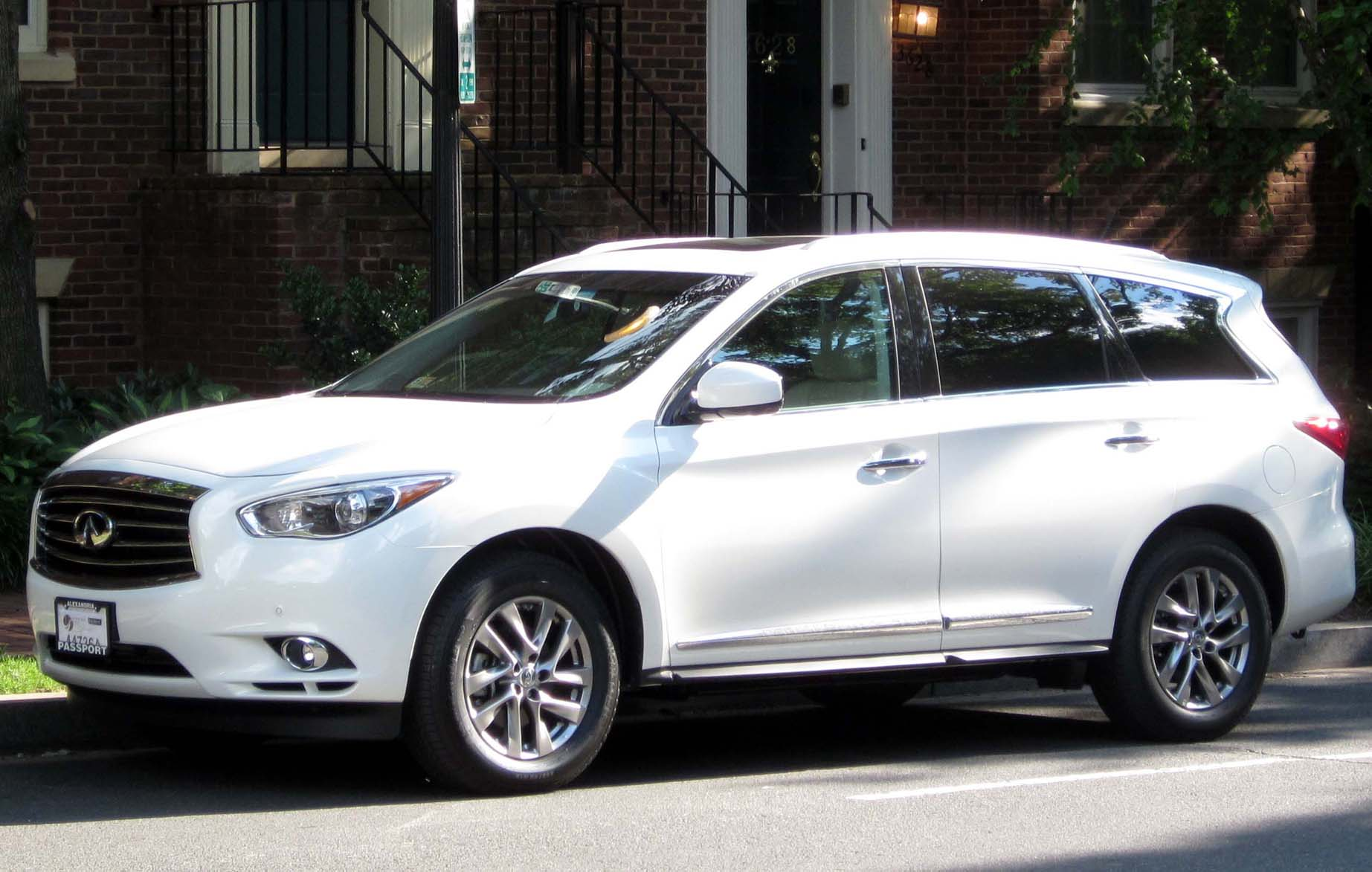
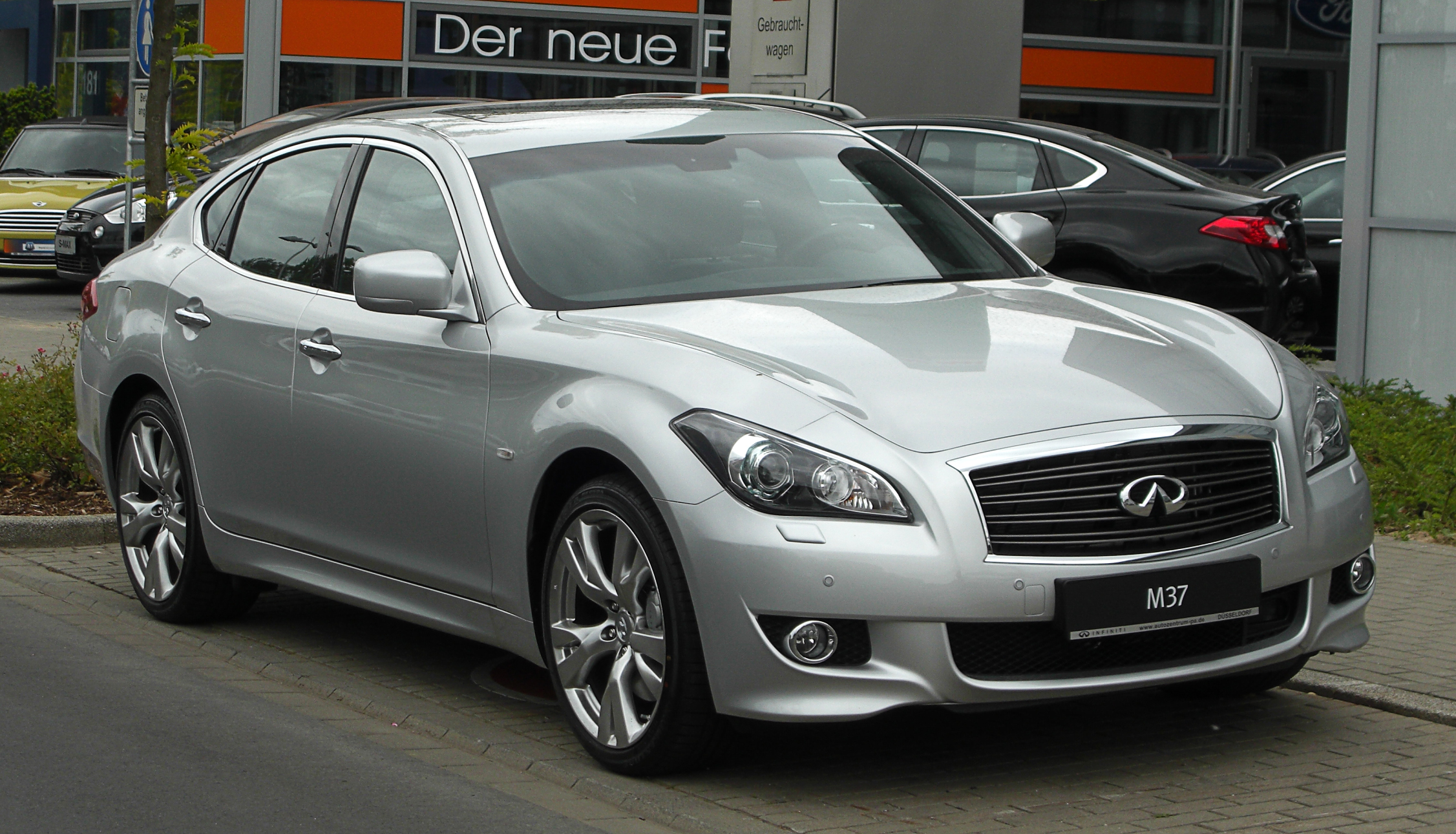
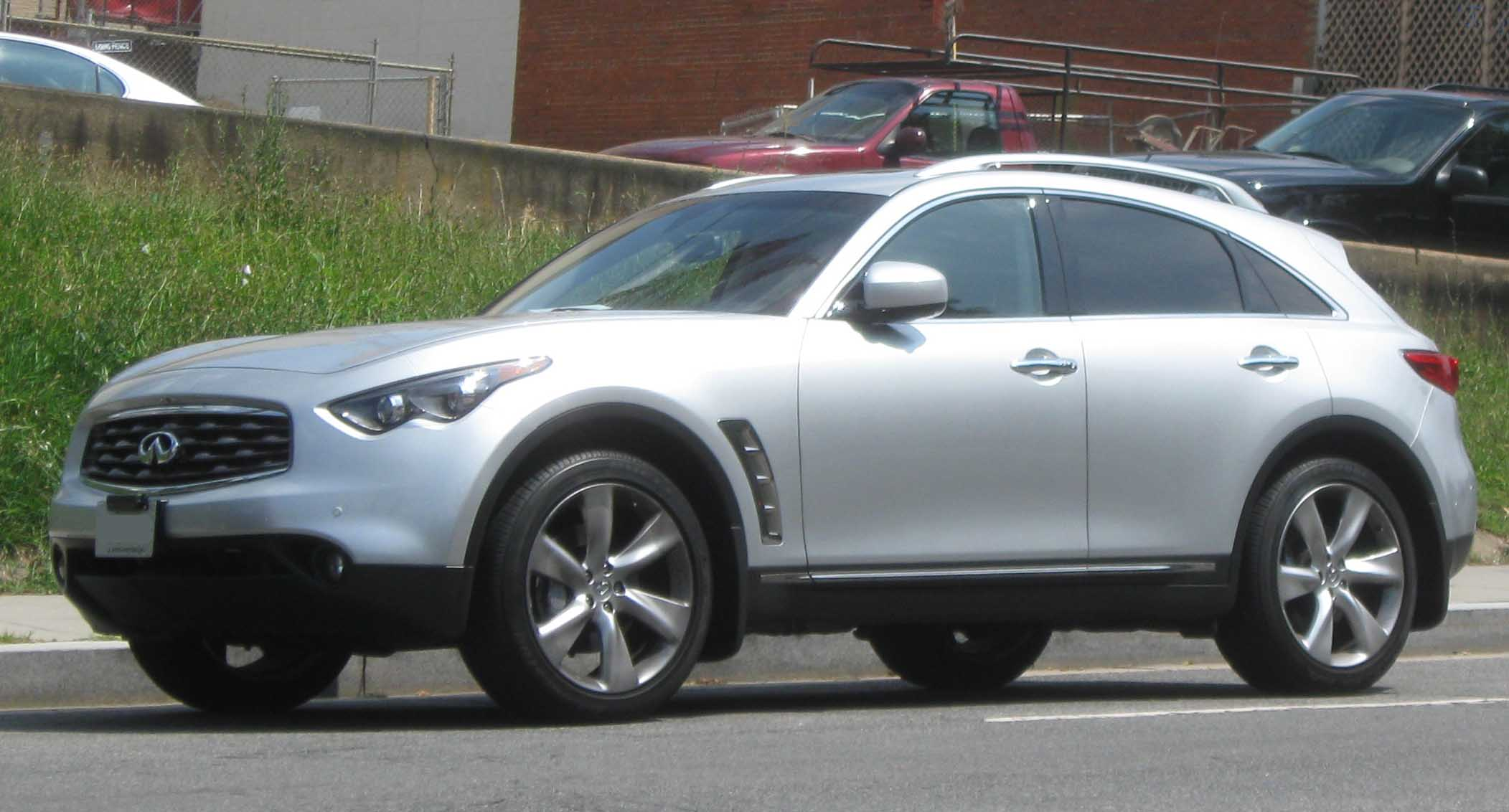
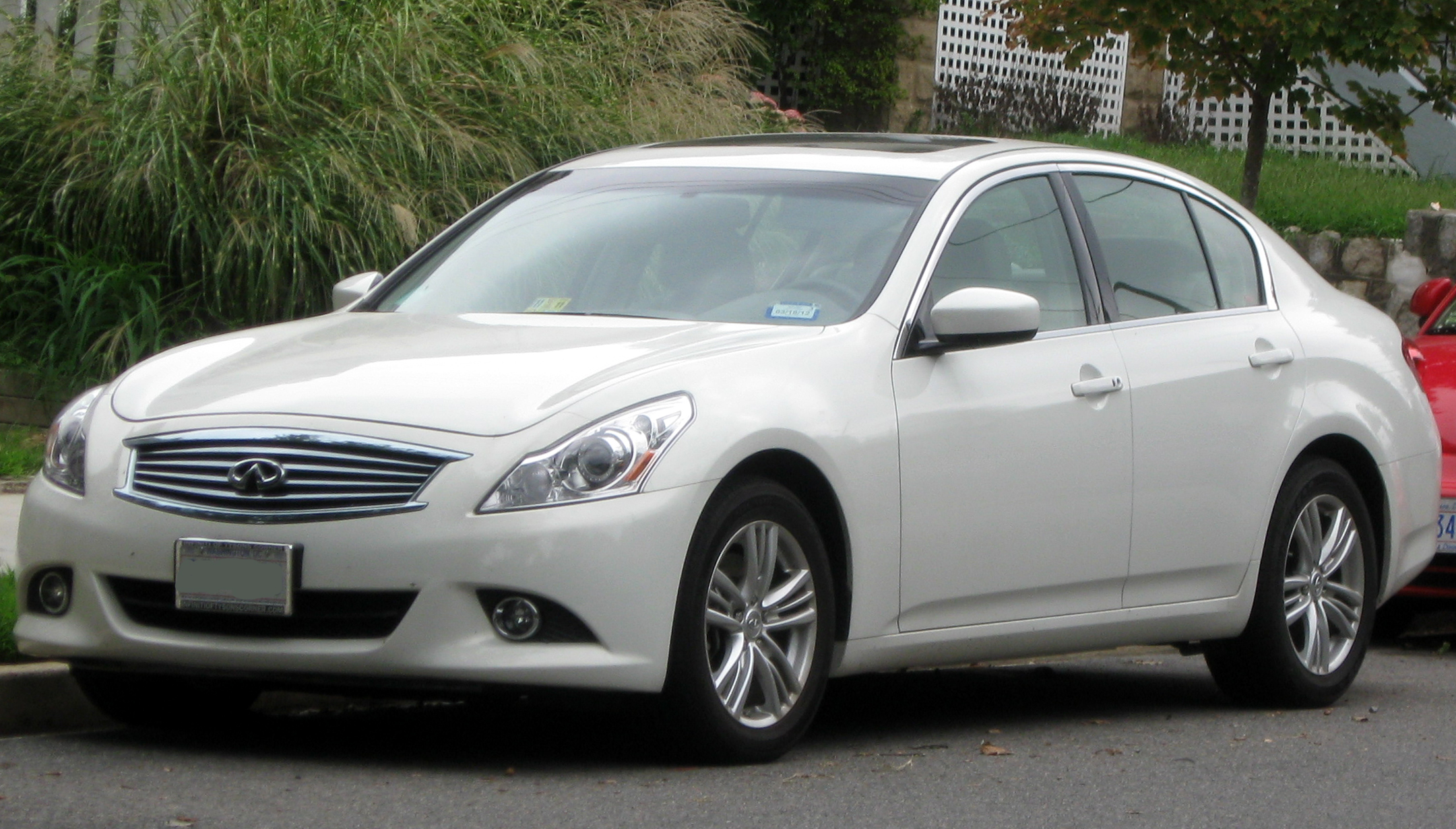
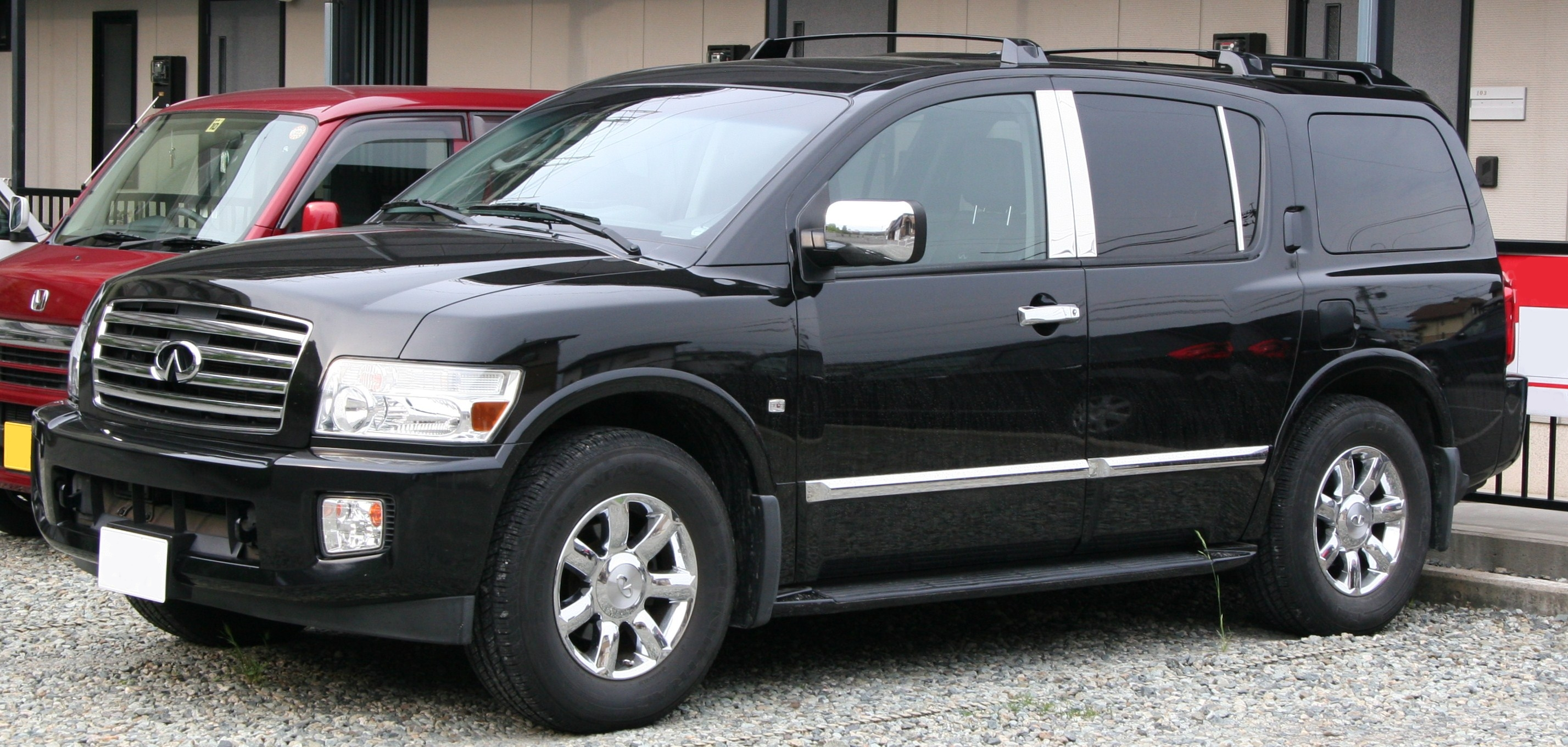
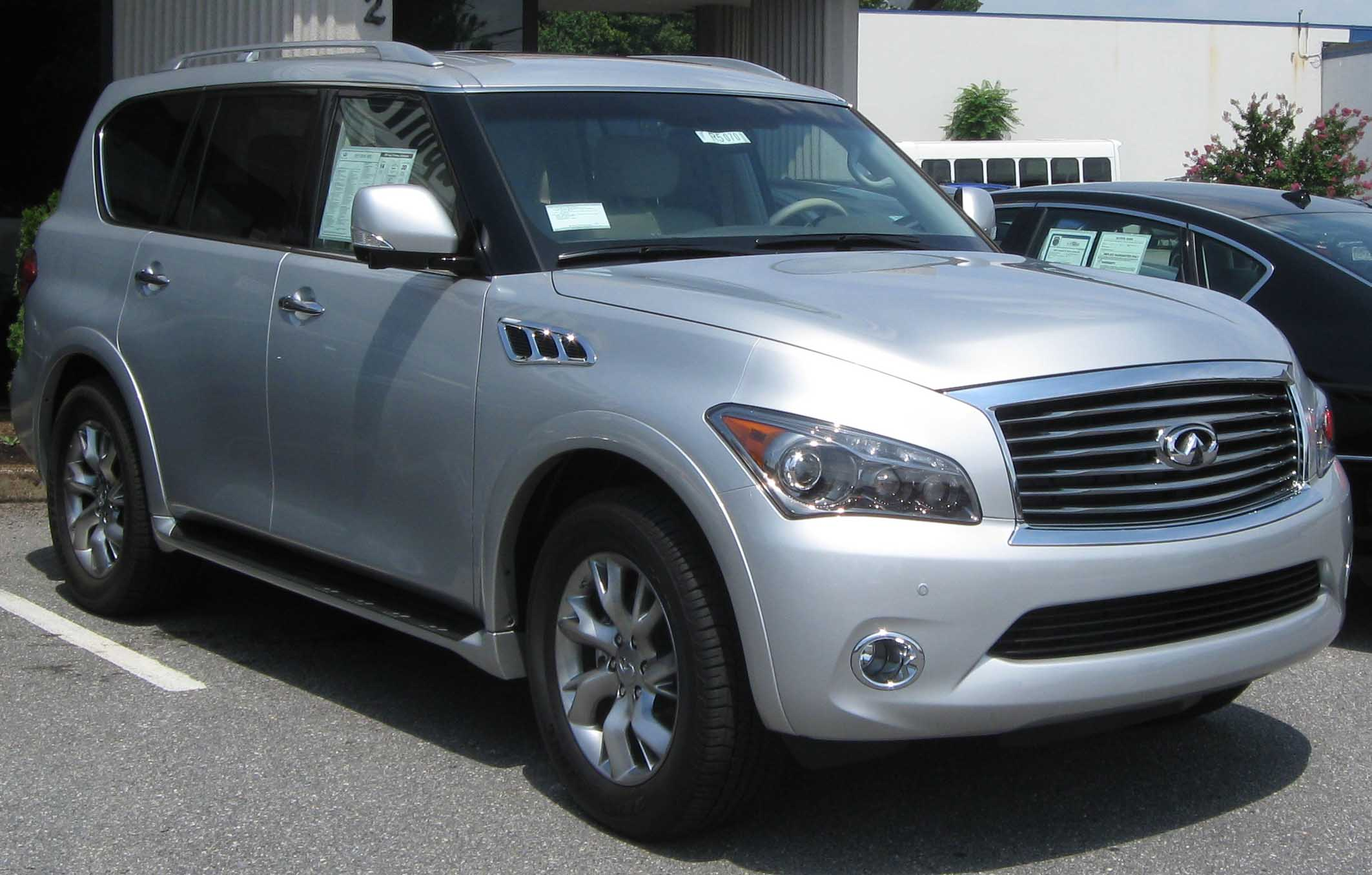
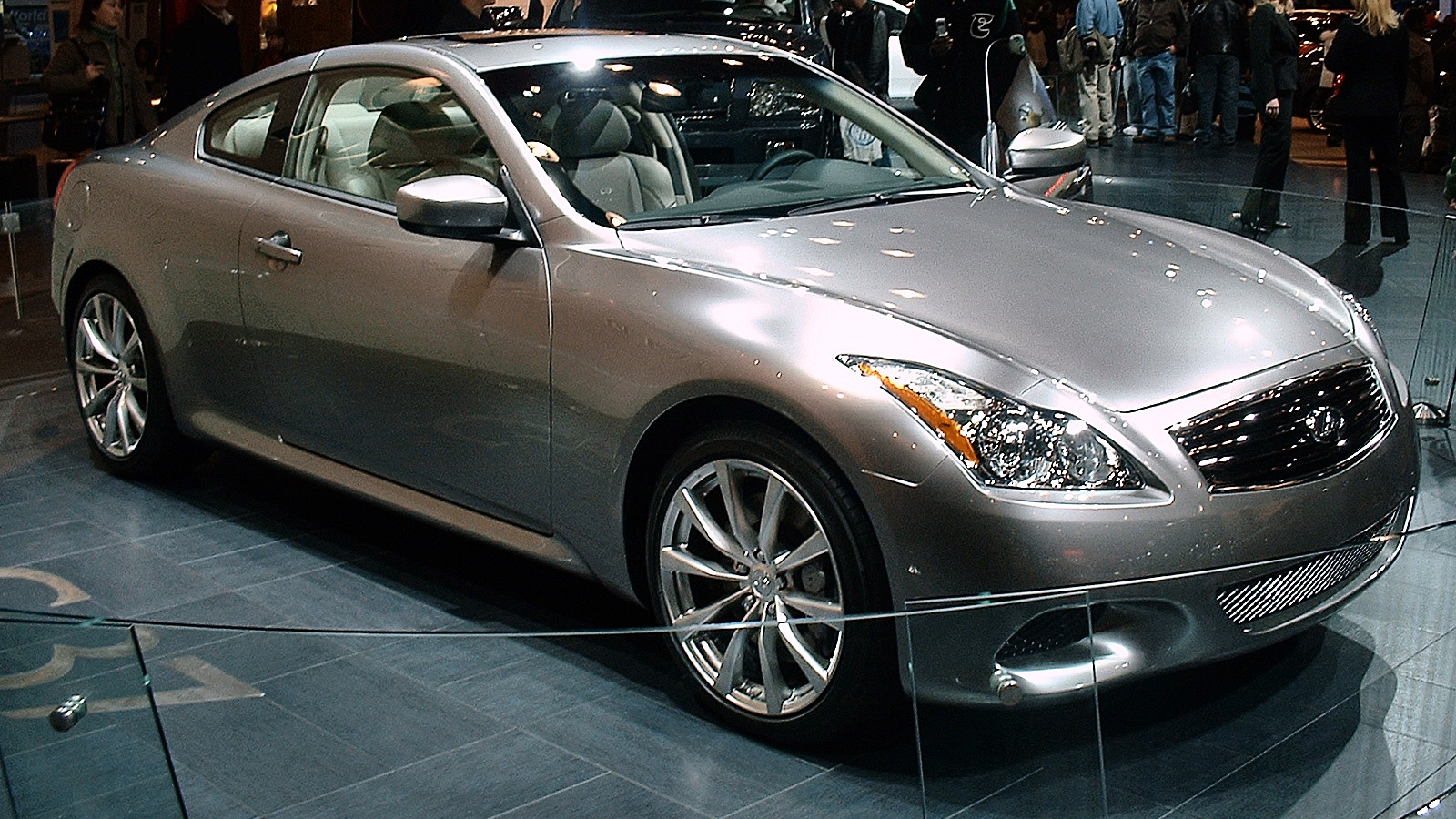
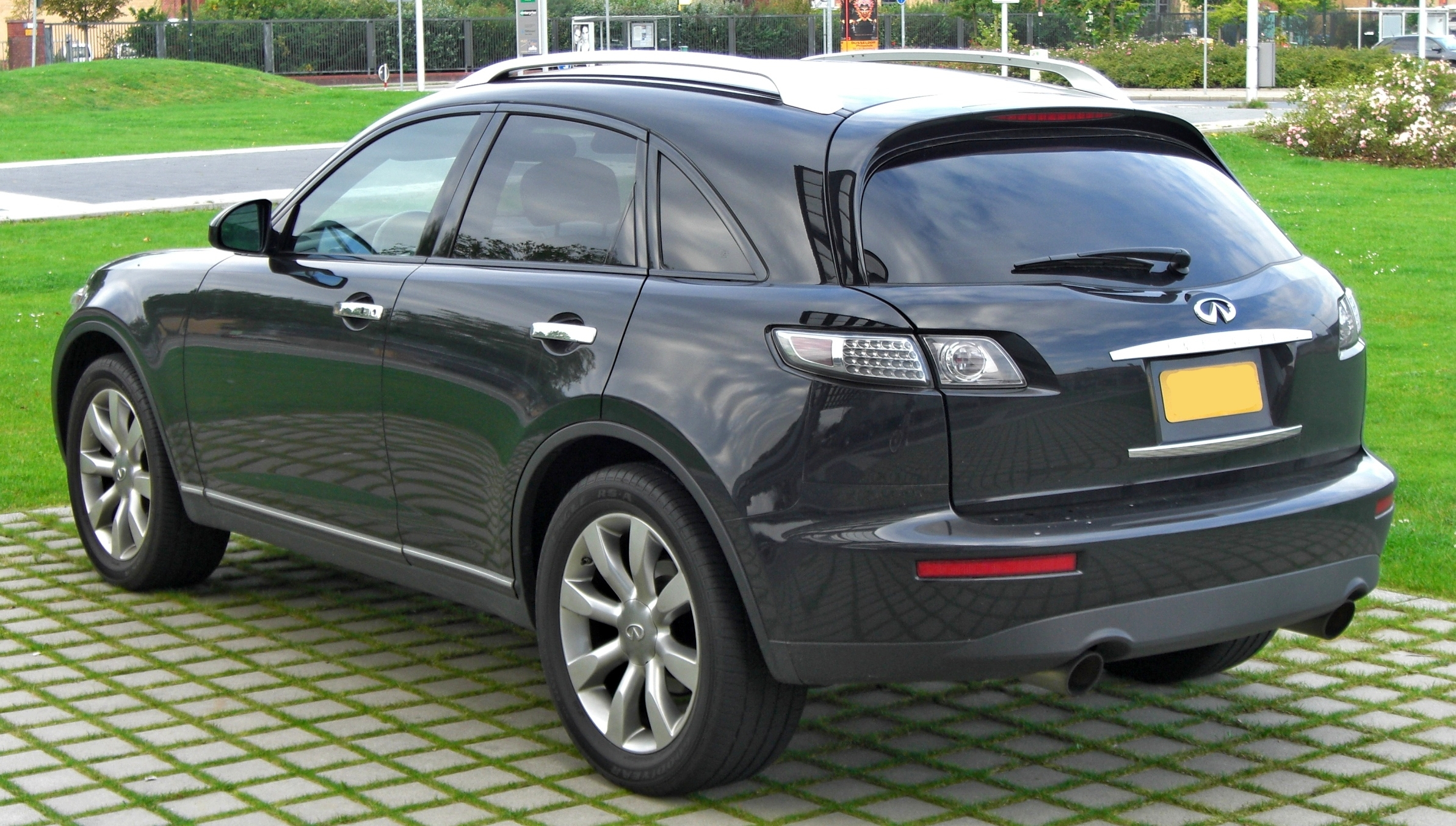
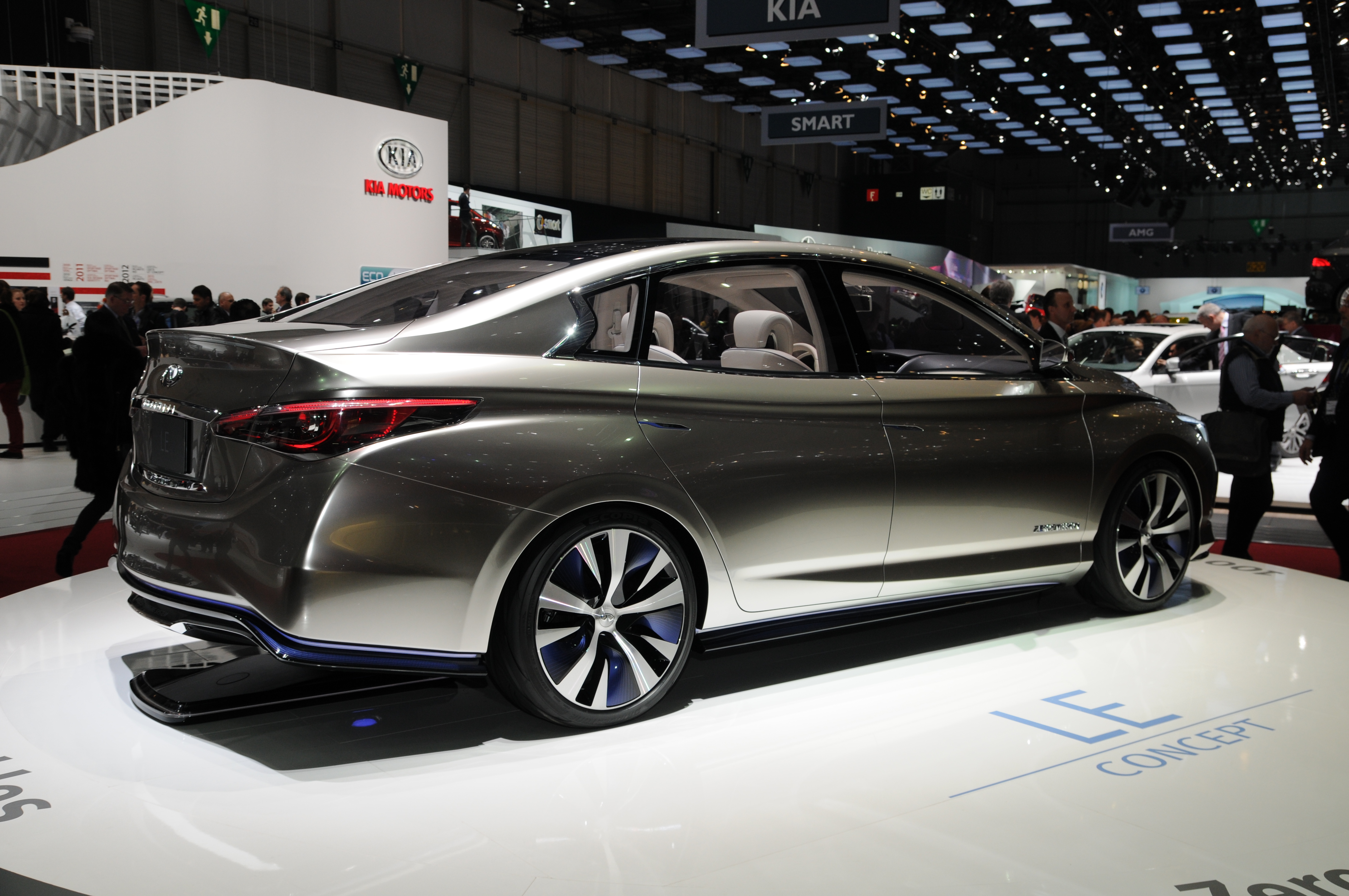
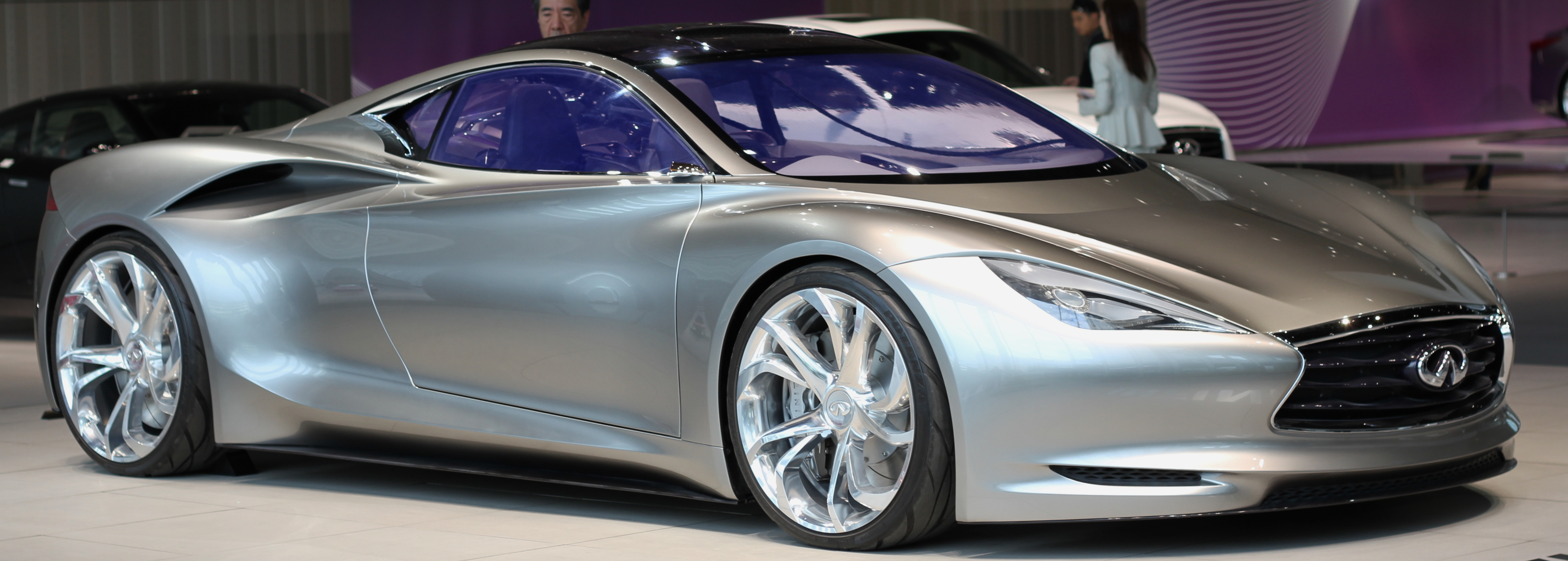
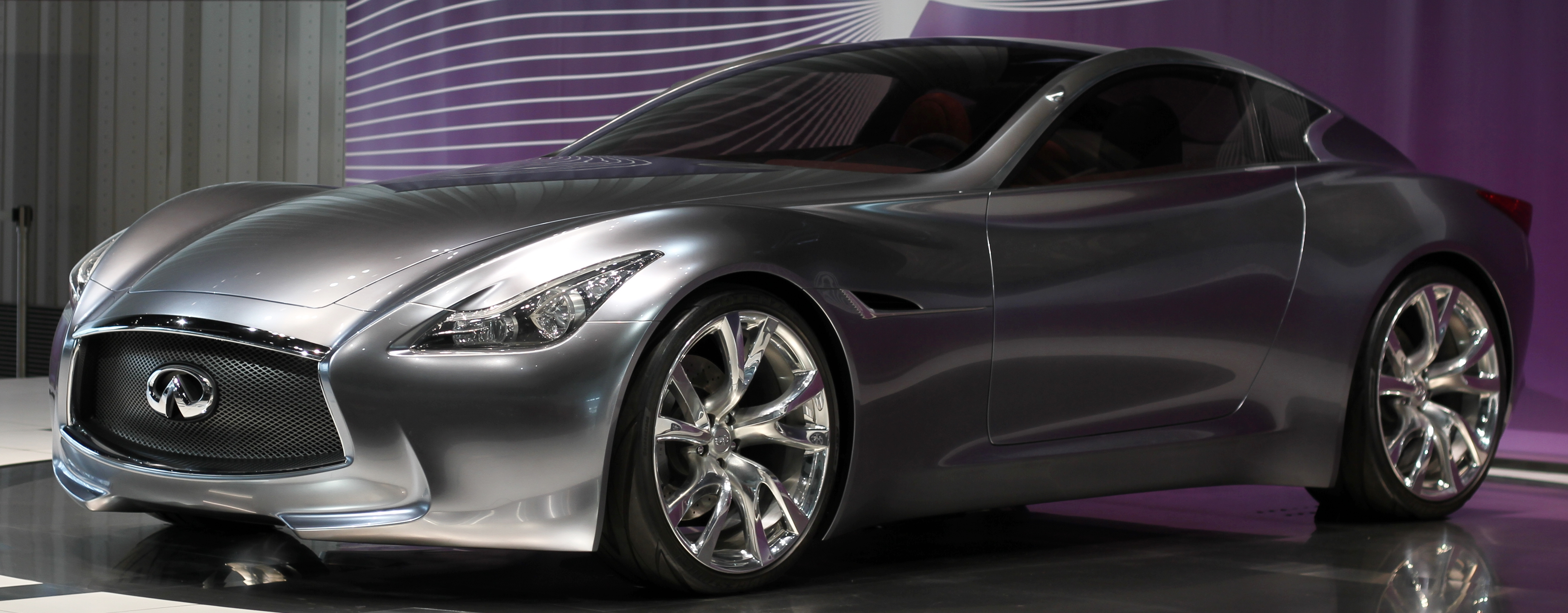
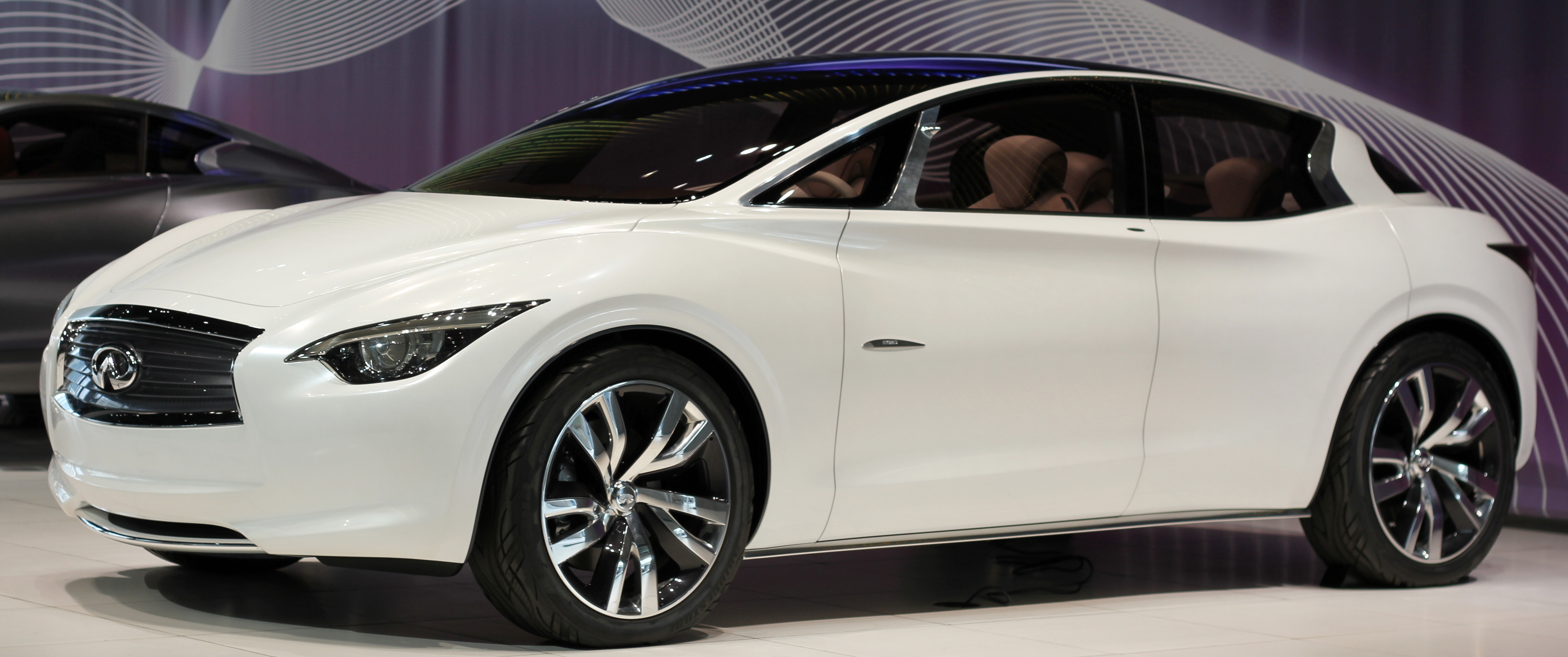
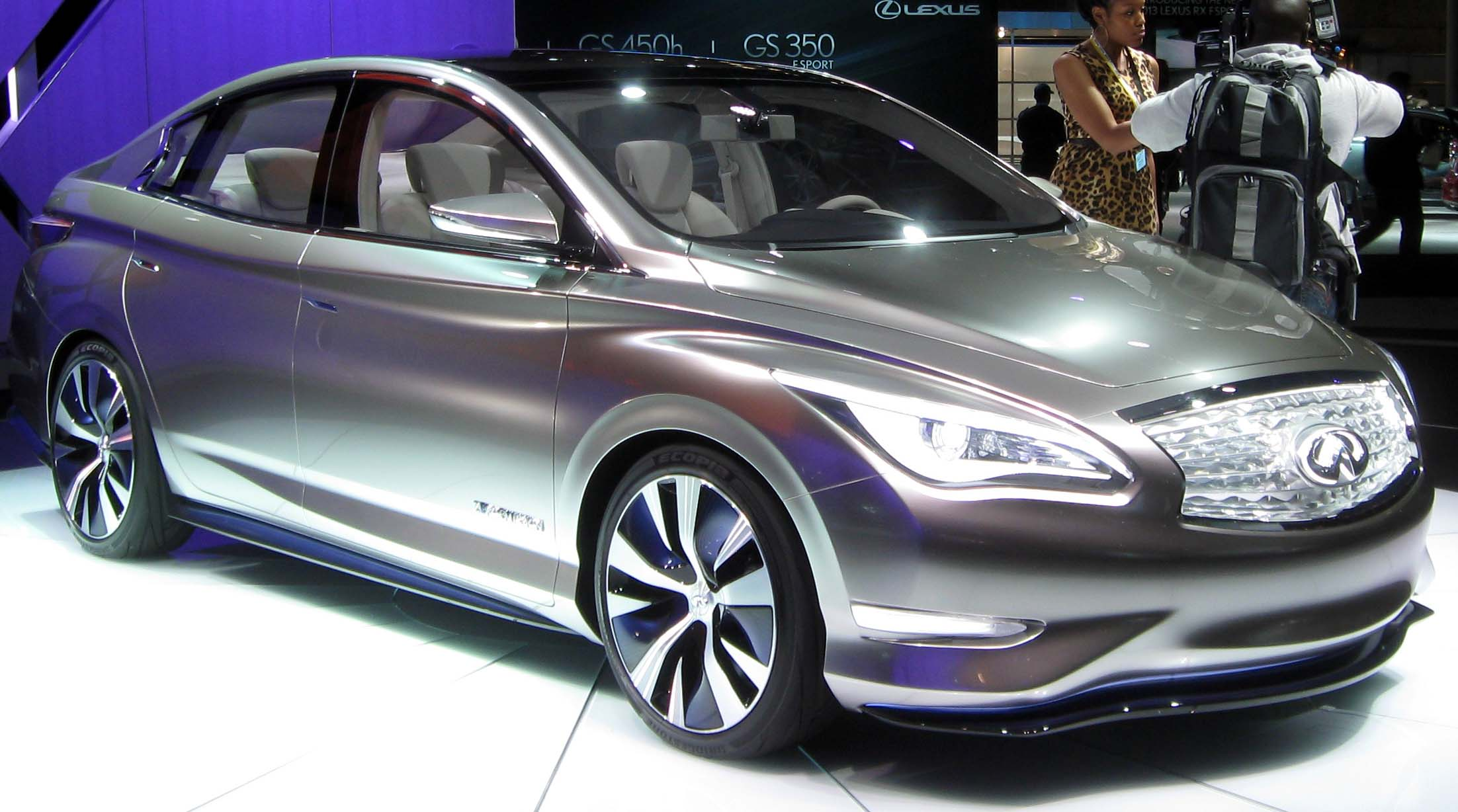
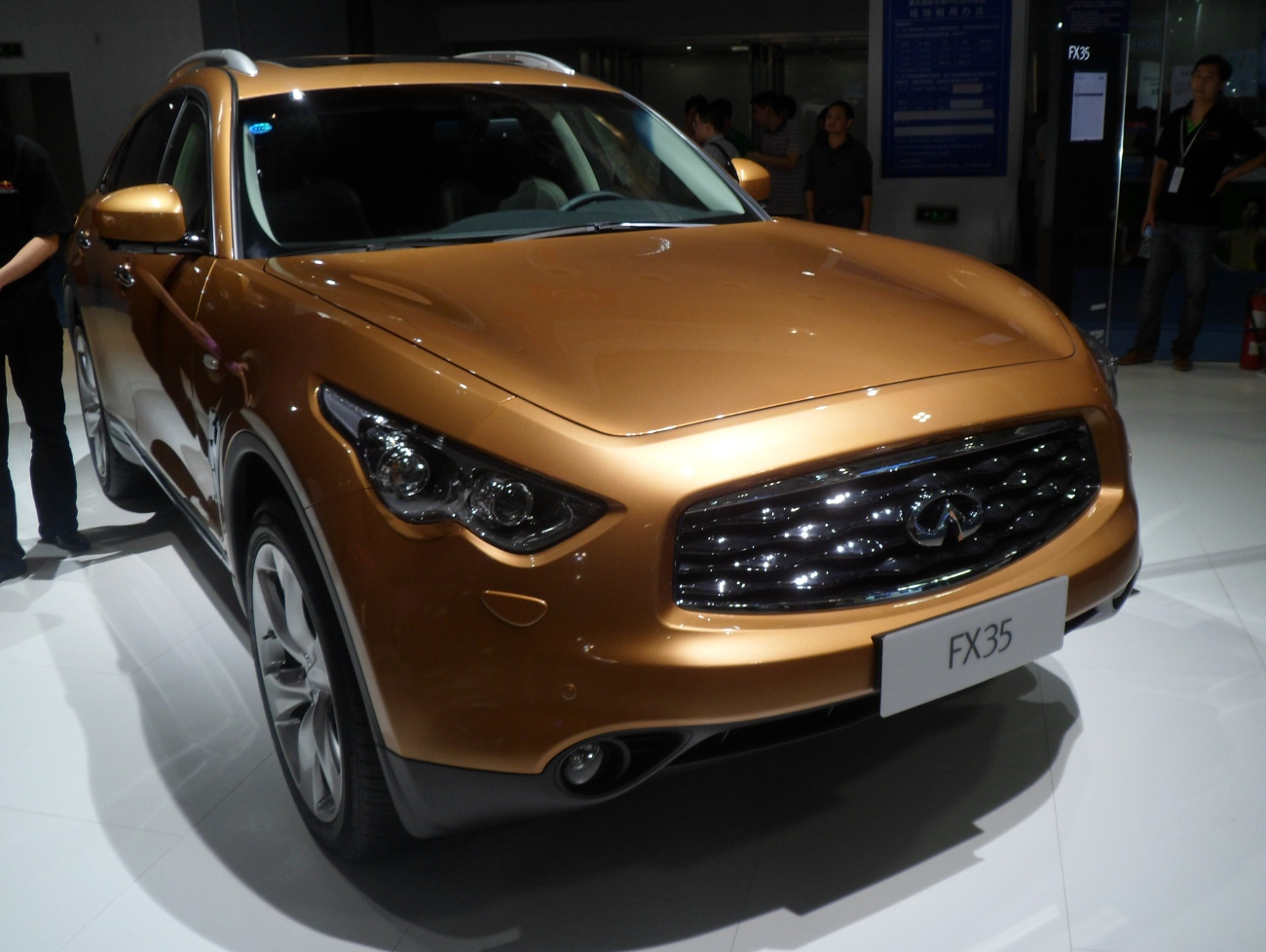
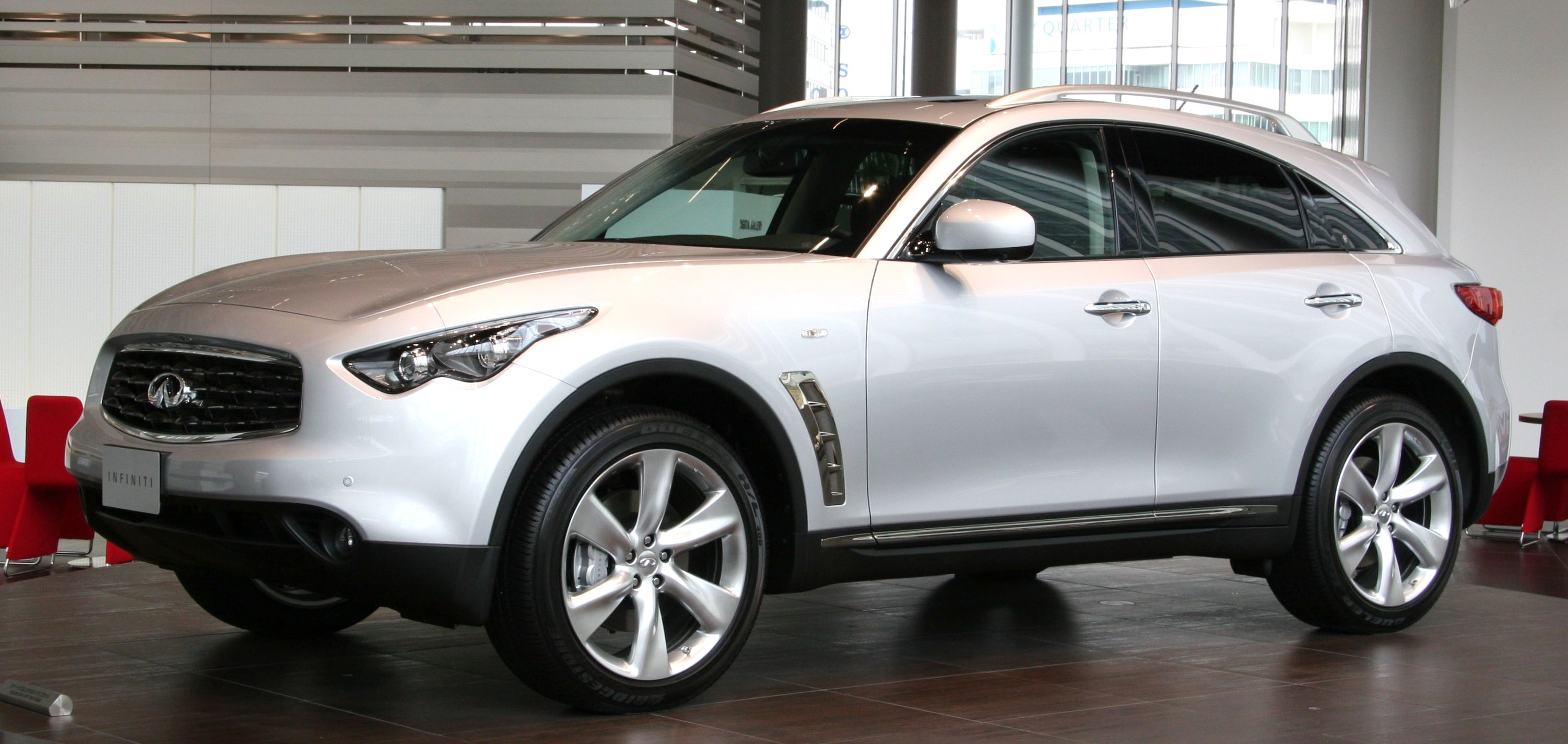
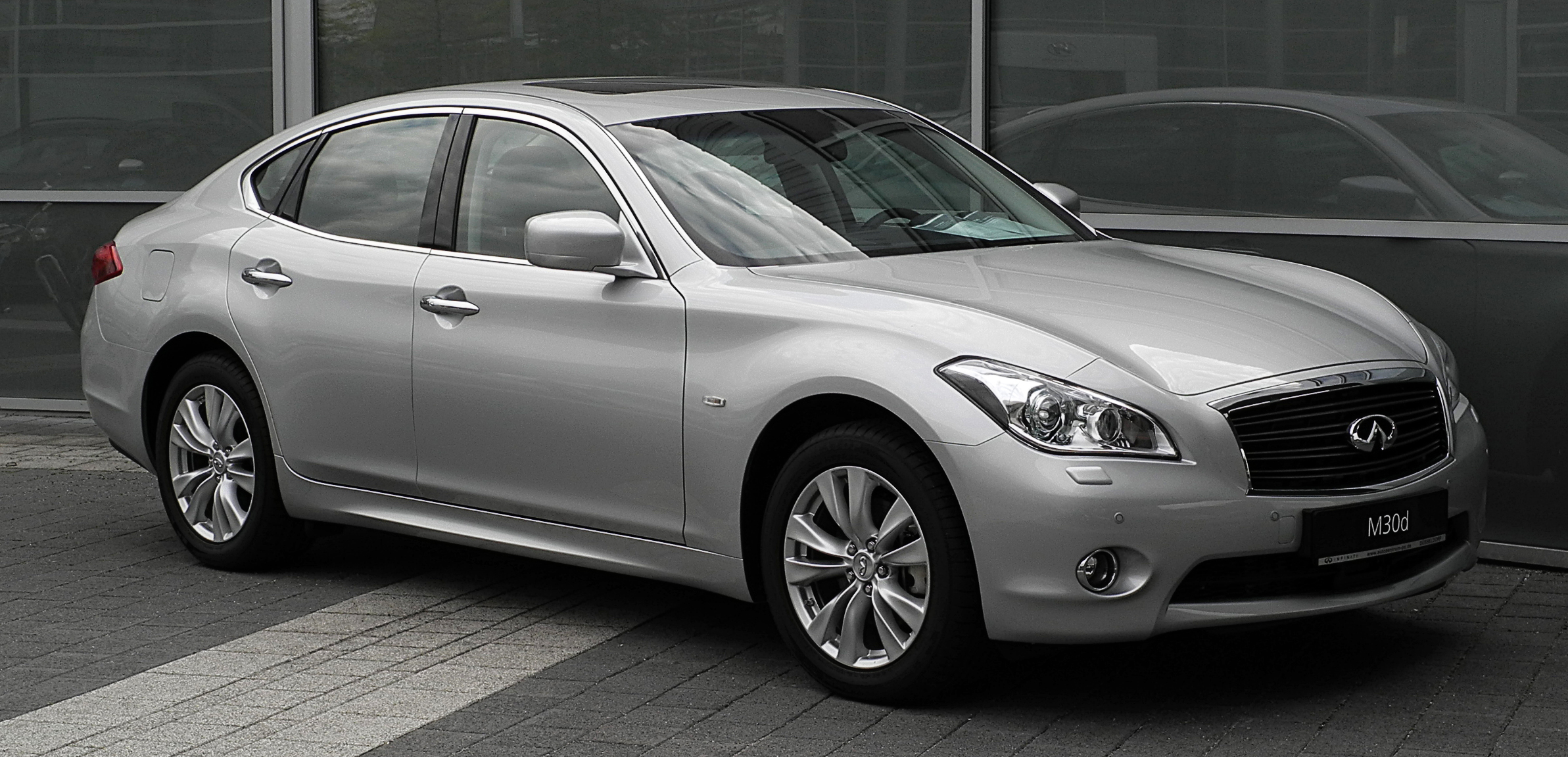
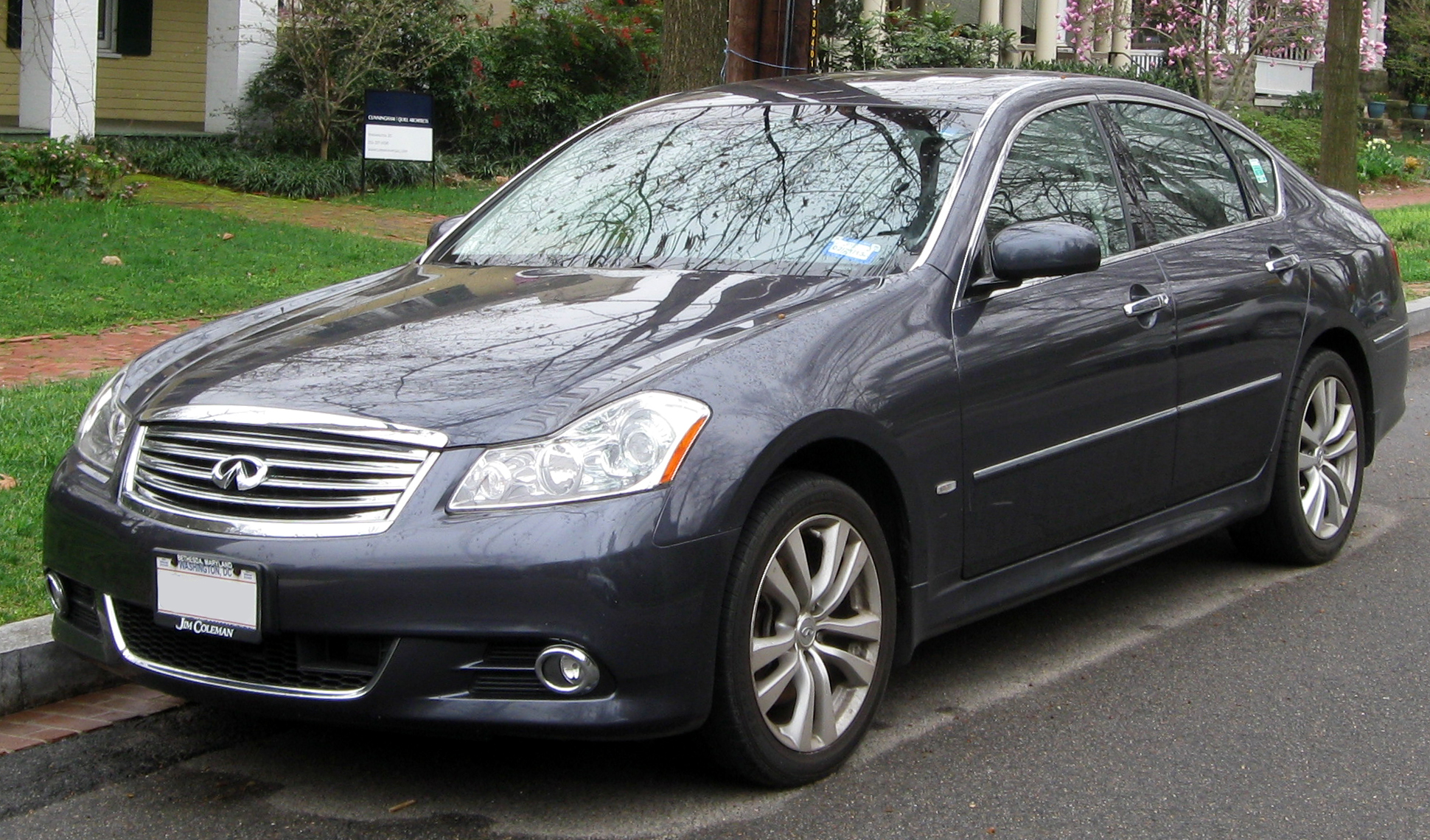
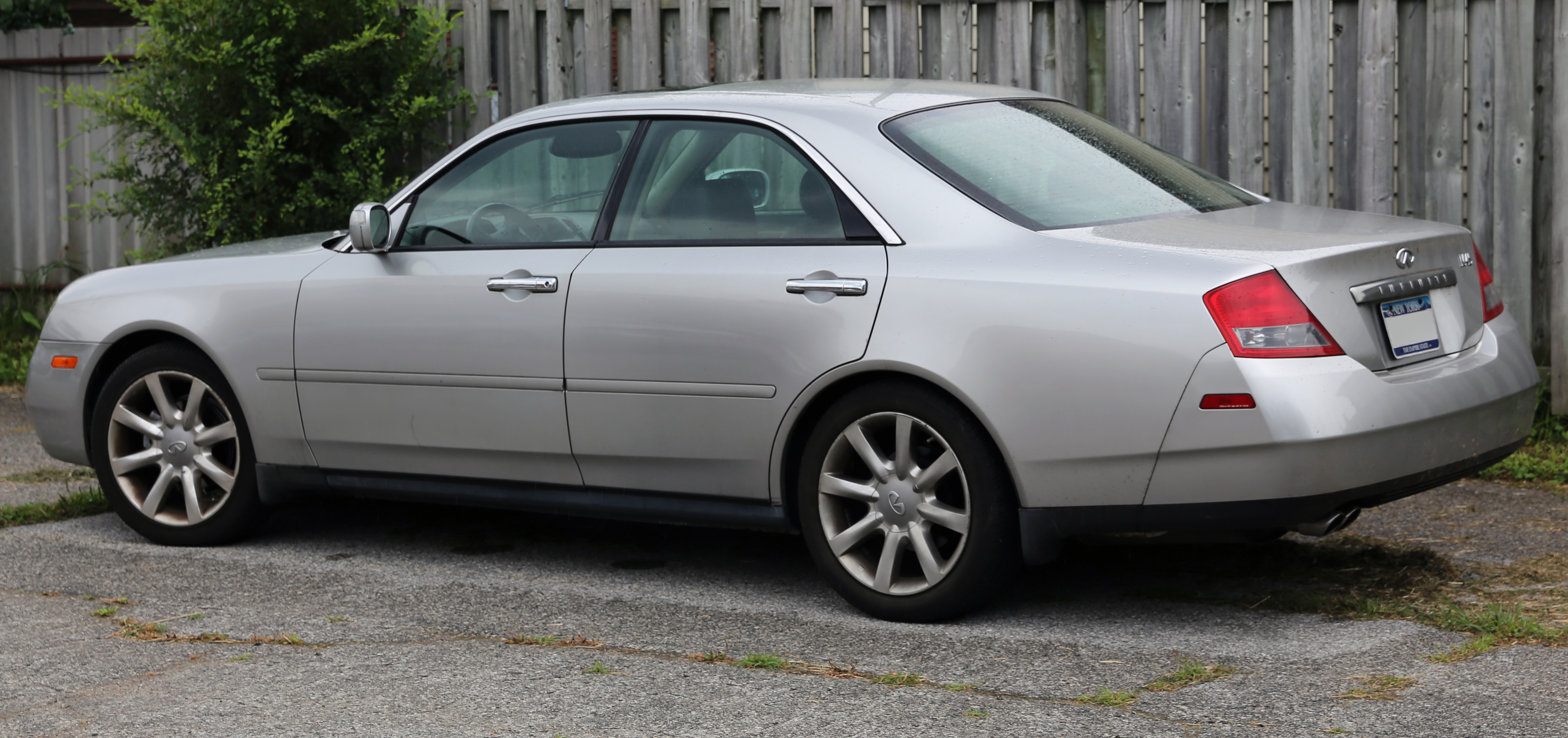
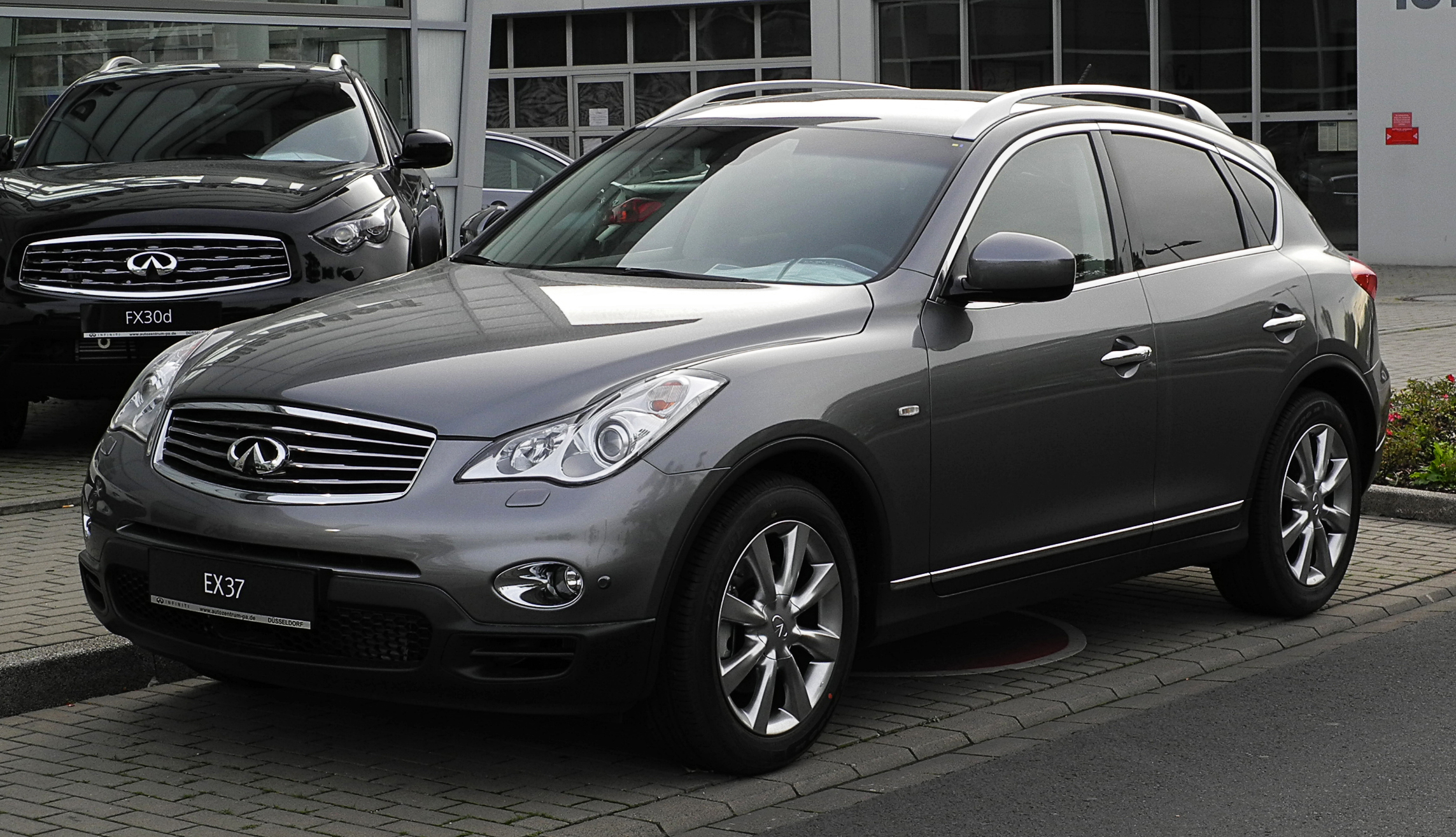
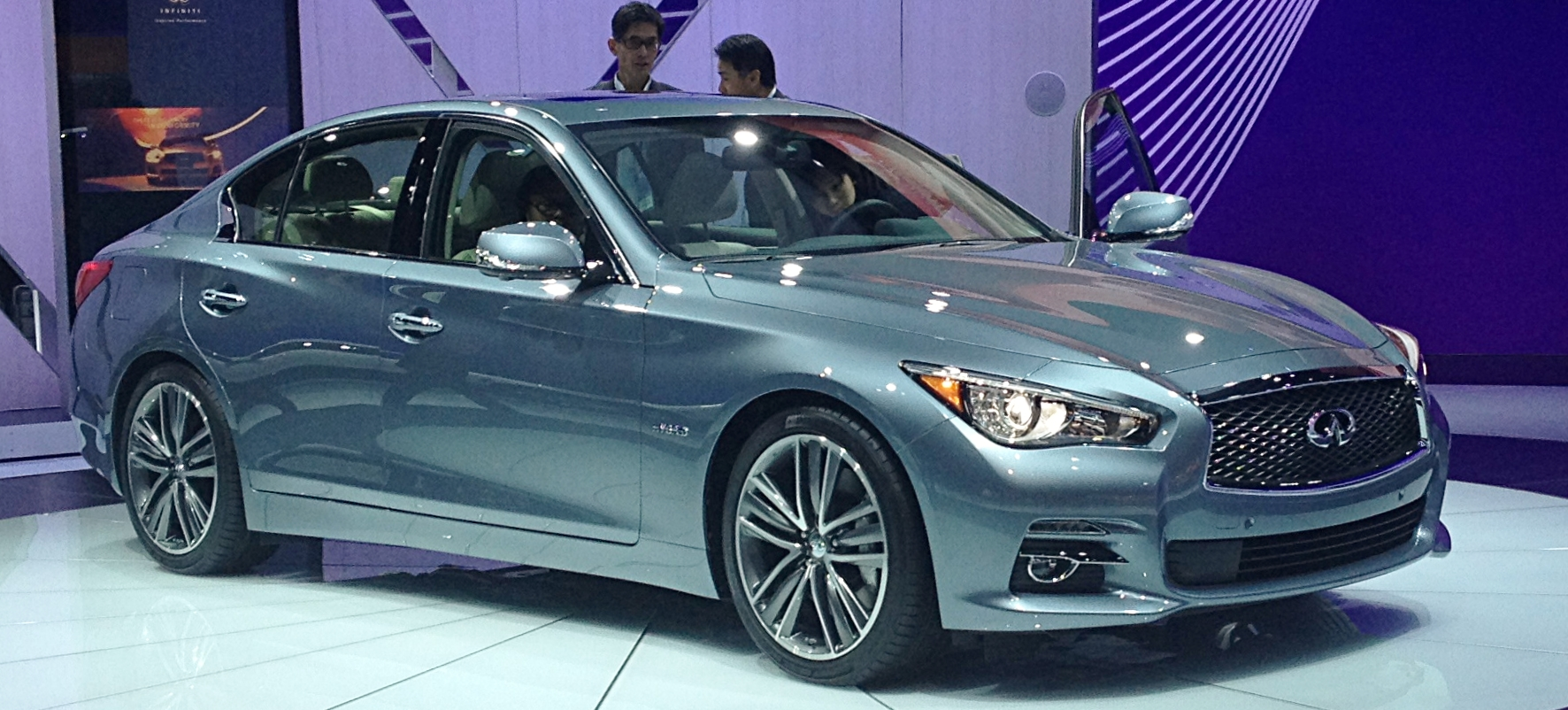
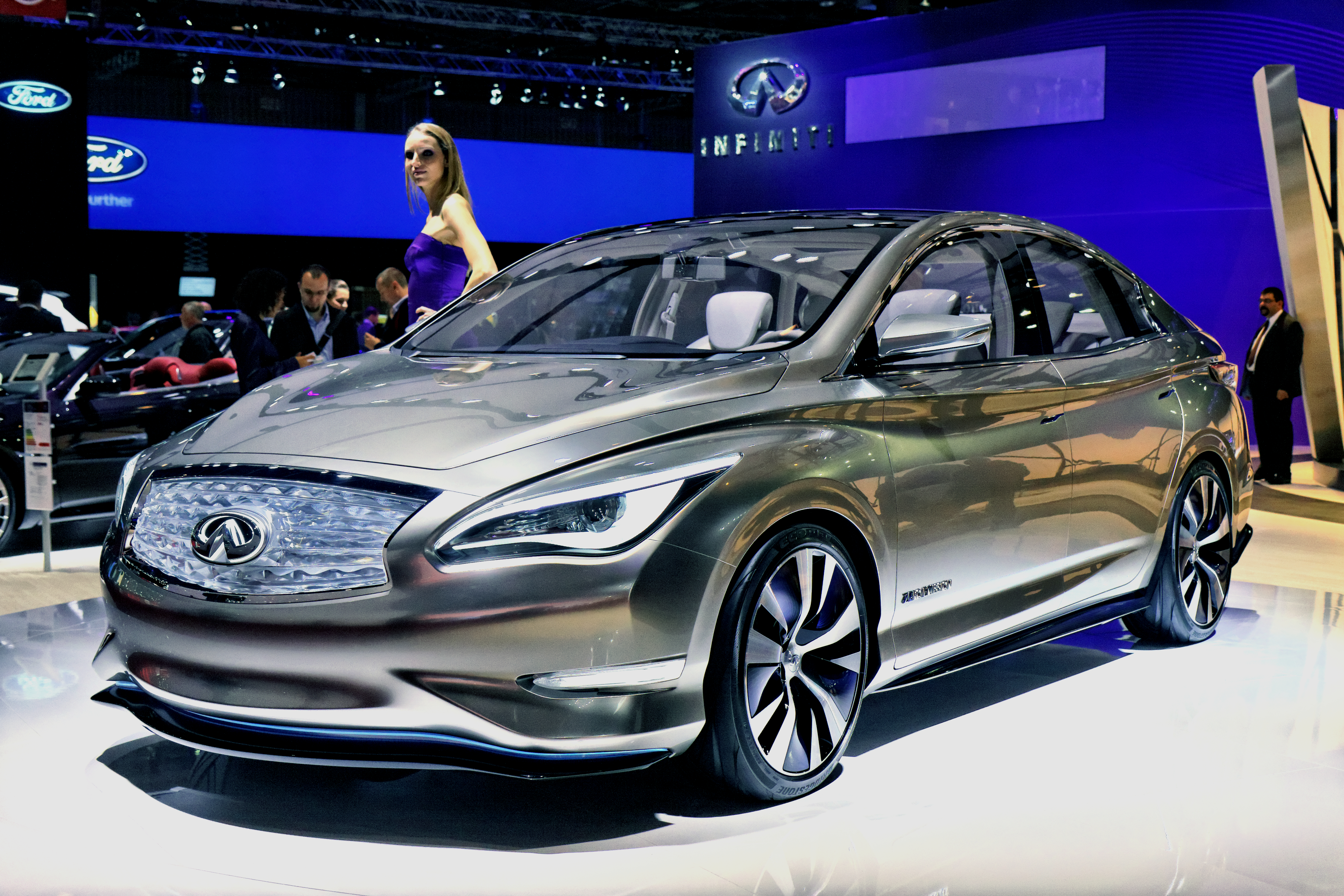
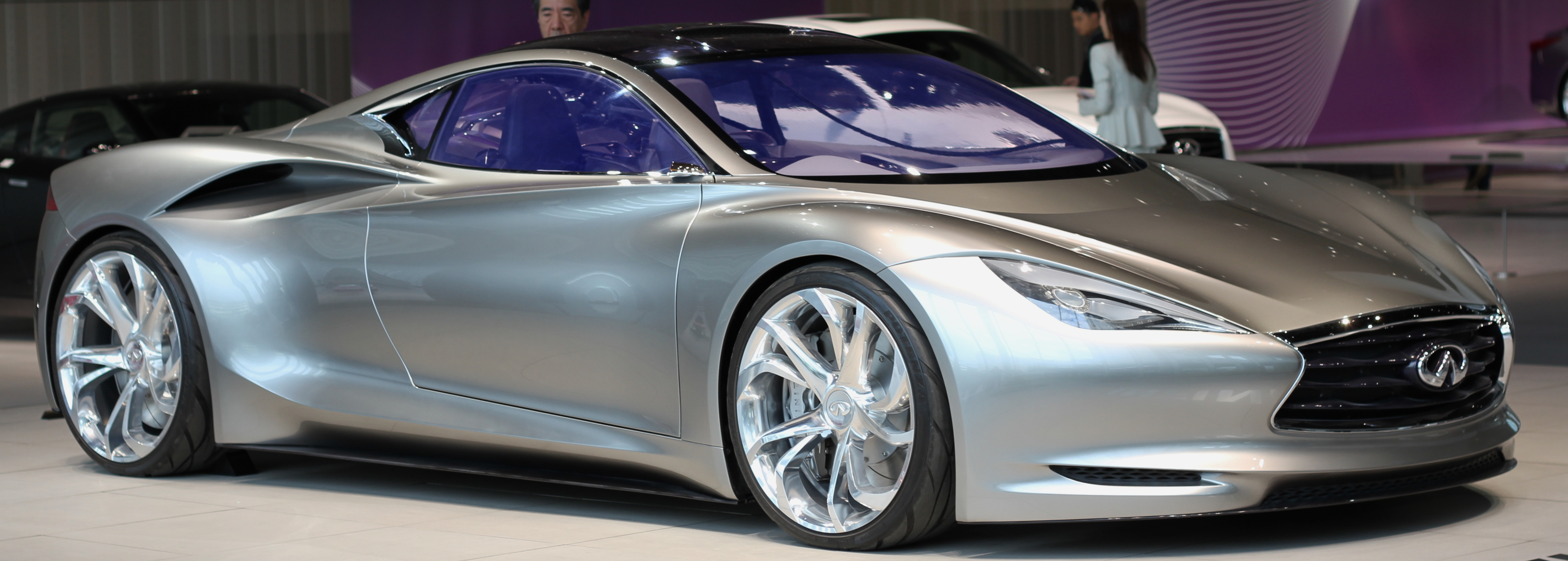
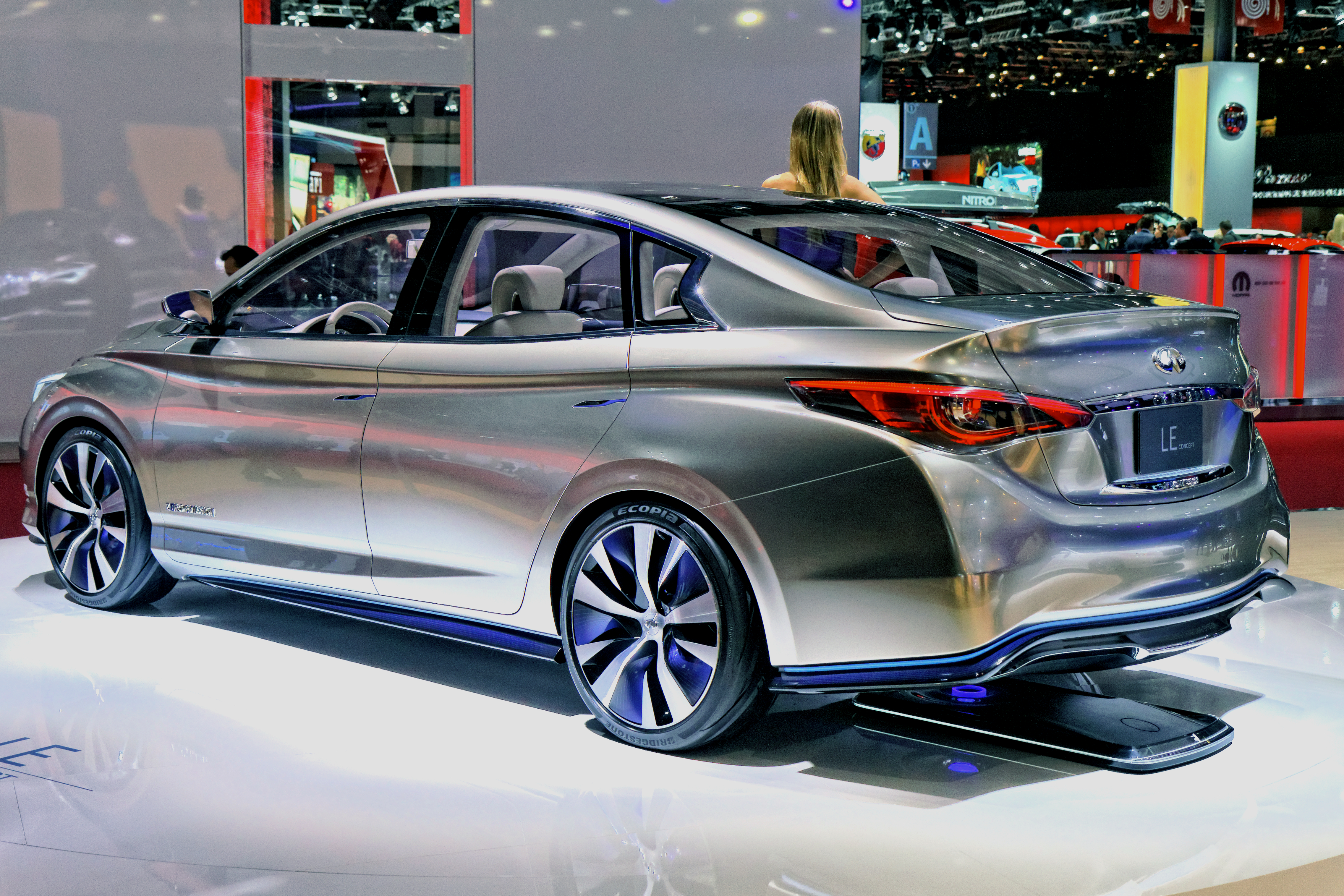
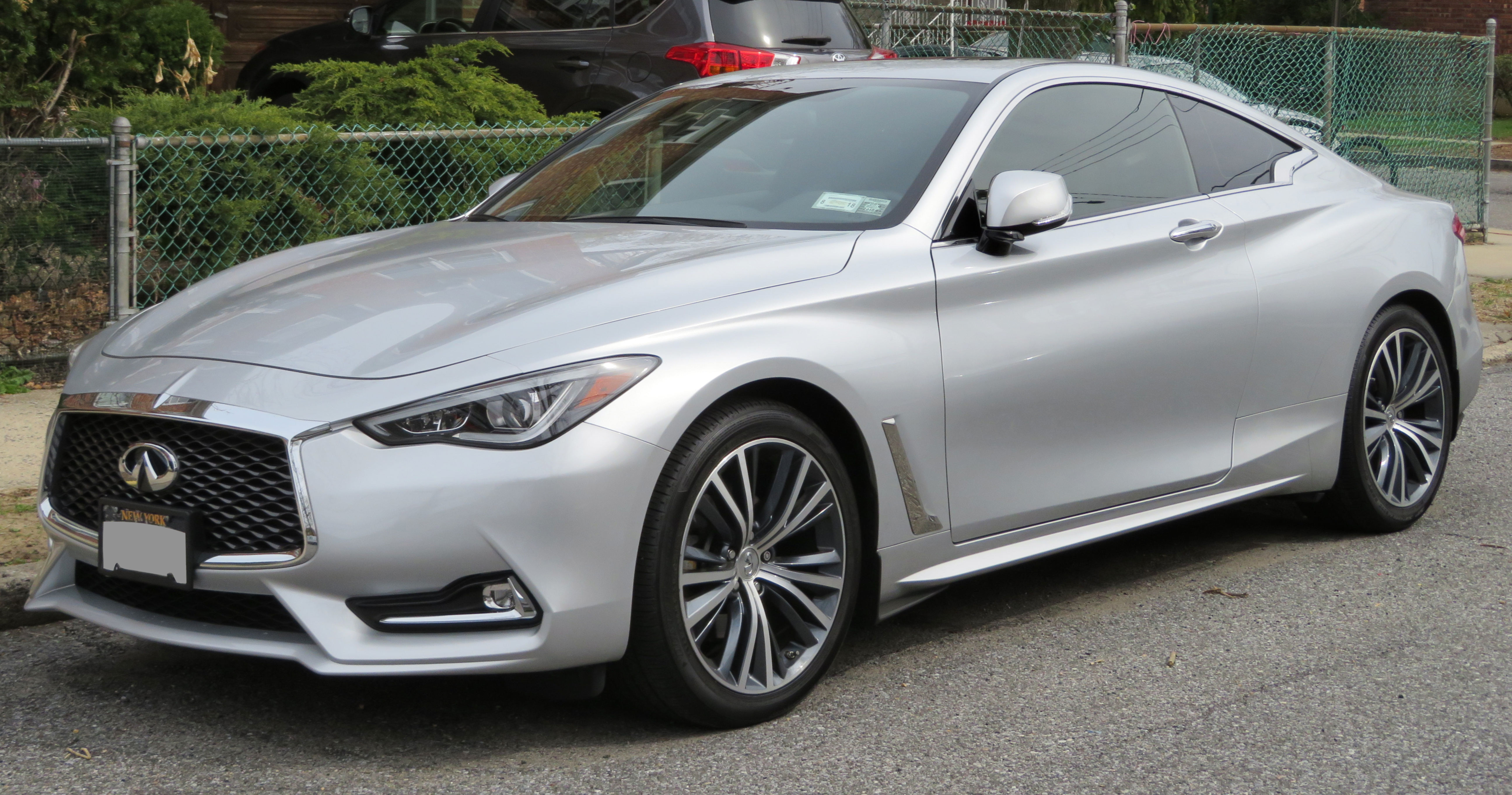
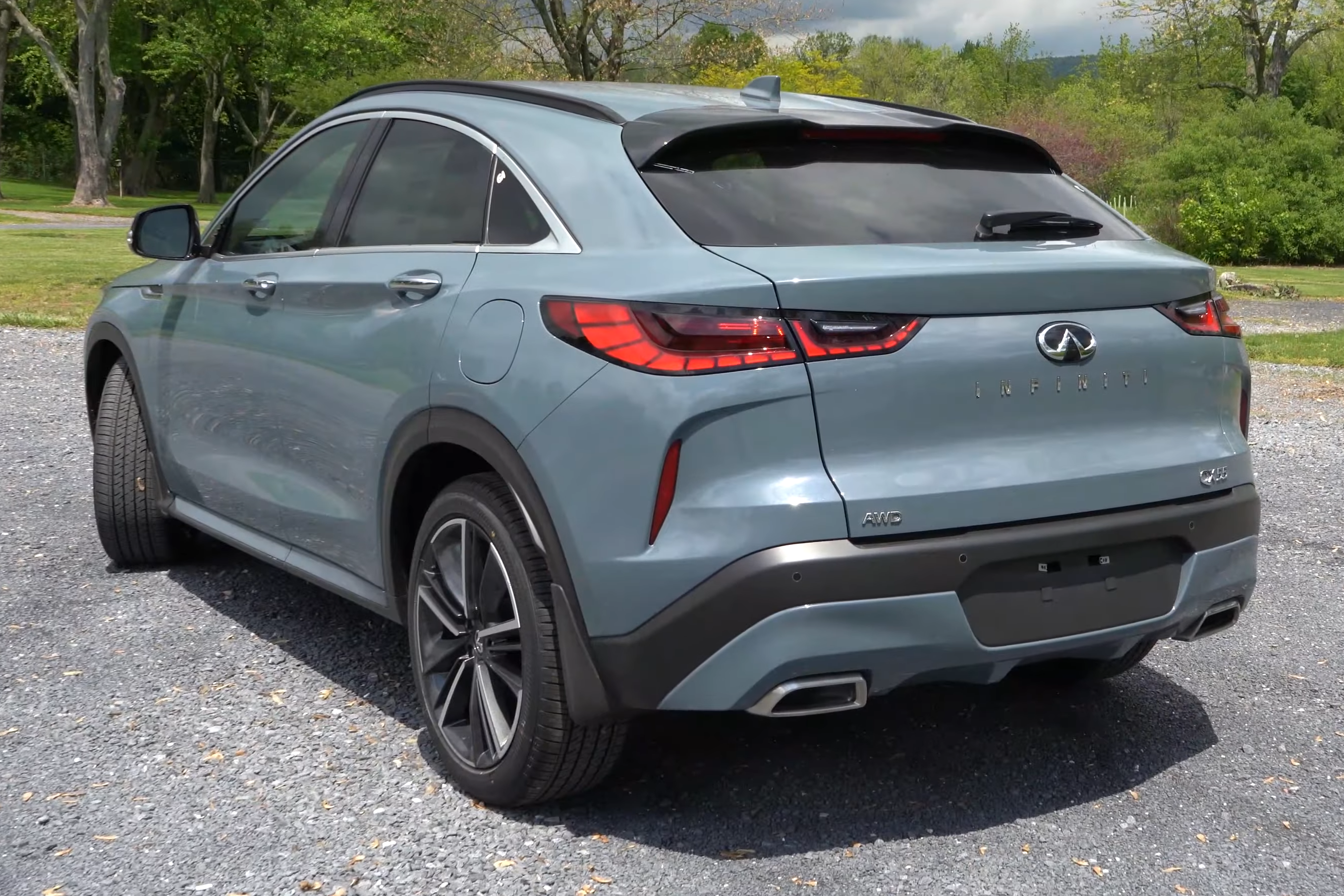
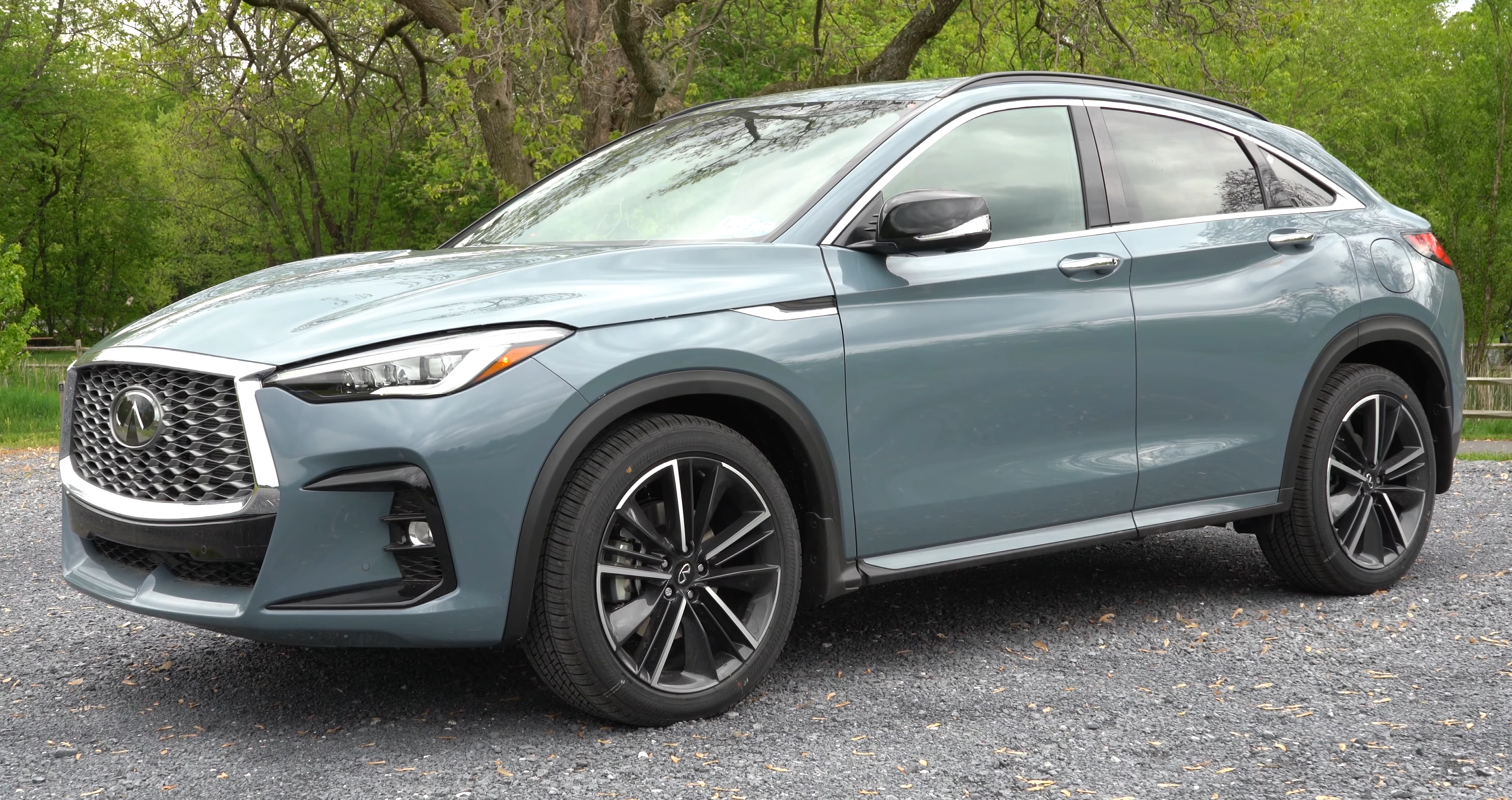